# شهرستان کازبکوفسکی
شهرستان کازبکوفسکی (به لاتین: Kazbekovsky District) یک منطقهٔ مسکونی در روسیه است که در داغستان واقع شده‌است.